# Cirilo de Alameda y Brea
Cirilo de Alameda y Brea (né le 9 juillet 1781 à Torrejón de Velasco, près de Madrid, et mort le 30 juin 1872 à Tolède) est un cardinal espagnol du XIXe siècle. Il est membre de l'ordre des franciscains.

## Biographie
Cirilo de Alameda y Brea part en 1811  pour la mission franciscaine de Moqugua en Uruguay 1811 et part pour le Brésil en  1814. Il retourne en Espagne à régler le mariage de deux princesses portugaises avec les fils du roi Charles IV d'Espagne. Il est ministre général de son ordre pendant six ans.
Almada est élu archevêque des Santiago de Cuba en 1831. Le troisième gouvernement constitutionnel ordonne sa détention, mais il s'échappe à Jamaïque et part pour l'Angleterre et pour la France rejoindre le prétendant Don Carlos. Après la guerre civile en 1849, il se réconcilie avec la reine Isabelle II. En 1849 Alameda est transféré à l'archidiocèse de Burgos et en 1857 à l'archiodiocèse de Tolède.
Le pape Pie IX le crée cardinal lors du consistoire du 15 mars 1858.

### Sources
- Fiche  sur le site fiu.edu